# Andrée Bonhomme
Pour les articles homonymes, voir Bonhomme.
Andrée Marie Clémence Bonhomme, née le 1er décembre 1905 et morte le 1er mars 1982, est une compositrice néerlandaise.

## Biographie
Andrée Bonhomme est née à Maastricht. Elle a étudié la théorie musicale et la composition au Maastricht Gielen Music Lyceum avec Henri Hermansat et à La Haye. Elle reçoit un certificat d'enseignement en 1927 et fait ses débuts en tant que pianiste et compositrice avec l'orchestre municipal de Maastricht. De 1928 à 1940 elle suit les cours d'été de Darius Milhaud à Paris.
Après avoir terminé ses études, Bonhomme travaille comme compositrice et pianiste à l'orchestre de Maastricht et, en 1932, elle prend un poste de professeur de théorie de la musique et de piano à l'école de musique de Heerlen. Bonhomme compose un certain nombre d’œuvres et de chants sur des textes en français. Sa carrière décline durant la seconde Guerre Mondiale car elle refuse de signer un « certificat de non-appartenance à la race juive » ; elle est forcée de démissionner de l'orchestre et ses œuvres sont censurées.
En 1972 elle reçoit un honneur royal. Bonhomme est morte dans une maison de soins infirmiers à Brunssum. Un quatuor à cordes, apparemment commandé par Matty Niël et achevé en février 1957, a été créé à titre posthume lors du Limburg Composer Day en 1989. Ses papiers sont hébergés par l'Institut néerlandais de Musique de La Haye.

## Œuvres
Bonhomme a composé 51 œuvres de 1920 à 1955.
- Drie schetsen, 1928
- Pièce en forme de sonatine pour violoncelle et piano, 1943
- Quatre Melodies Tristan Klingsor, 1955
- Sheherazade, cycle de chants, 1960
- La Flute de jade
- Chansons de flûte
- Berceuse
- Le tombeau d’Antar